# タケノホソクロバ
タケノホソクロバ（学名:Fuscartona martini）は、チョウ目マダラガ科クロマダラ亜科に属するガの一種である。日本全域と中国、朝鮮半島に分布する。幼虫は毒毛を具える。都市部にも生息し、しばしば庭の笹垣や竹垣で発生して問題となることがある。

## 形態
幼虫は体長約27mmの黄褐色～淡橙色で、胸節背面に複数の黒色のこぶがある。
幼虫には毒棘（毒針毛）があり、人が素手で触れると疼痛や膨疹を生じ、アレルギー反応による皮膚炎を生じることもある。
成虫は体長約10mm、開張20mm内外で全身が黒色。毒はない。

## 生態
幼虫はタケやササなどを食草とする。孵化後、竹や笹の葉裏に密集して張り付き、葉を食べながら移動する。食害された葉は、白く、薄っぺらくなり、一見して食害の状態が分かる。放置すると、庭や玄関先の生け垣用のクロチク等の葉のほとんどをあっという間に食害されてしまい、株全体の葉が白く、ペラペラの状態にされて、株を傷めかねない。
幼虫は、成長するに従い分散し、長さ約1〜1.5cm、太さ約2mmになると、食草の葉裏から糸を垂らして、続々と地表に落下し、分散して、単独で活発に移動するようになる。地表に落下後、地面を這いずっていることはほとんどなく、近くの壁などに登って動き回る。体色がオレンジ色なので、目立ち、発見は容易である。
幼虫は、やがて、食草の葉裏や、外壁・サッシ・玄関ドアの隙間などに淡黄色の繭を作って蛹化する。

## 駆除・対策
民家の庭先のクロチク等に大量発生することがよくあるが、幼虫が葉裏から糸を垂らして続々と落下し、食草から離散し、広く単独行動に出てしまうと、効率的に駆除することが難しくなる。市販の殺虫スプレーを噴射しても、“秒殺”はできず、なかなか死なないので、かえって毒針毛を撒き散らされる恐れがある。駆除するときは、食草の葉裏に取り付いている時期に希釈したスミチオン乳剤等を噴霧することが効果的。食草の葉裏から落下して、単独行動に出た後は、個別に割り箸で摘んで捕殺するとよい。死骸や脱皮殻にも毒針毛が残っているので、袋に入れて捨てたり、穴を掘って埋めたりなど、処理する際に注意する。
予防策としては、春先から初夏にかけて、笹等の株の根本に、市販のオルトラン粒剤等を撒いておくと、ある程度の効果を期待できる。また、梅雨、夏明けの時期などにも、希釈したスミチオン乳剤等をまめに葉裏へ散布しておくと、成虫による産卵、幼虫の発生をある程度防ぐことができる。